# Prensa Libre
Pour les articles homonymes, voir La Prensa.
Prensa Libre est un quotidien du Guatemala. Avec un tirage de 130 000 exemplaires, Prensa Libre est l'un des premiers quotidiens du pays.
Fondé en 1951 par cinq journalistes, il a subi de nombreuses violences provenant de la guérilla.[réf. nécessaire]
L'un de ses journalistes est assassiné en mars 2015. Le député Julio Antonio Juárez, du Front de convergence nationale, serait le commanditaire du meurtre.